# Ik mis je (Cho)
Ik mis je is een single van de Nederlandse rapper Cho in samenwerking met de Surinaamse band La Rouge uit 2016. Het stond in hetzelfde jaar als twaalfde track op het album Knock Knock 3.

## Achtergrond
Ik mis je is geschreven door Giovanni Rustenberg, Isic Isaac Menso en Tevin Plaate en geproduceerd door Spanker. De vrouwelijke vocals op het nummer zijn van Abigail Johnson. Het nummer is een liefdeslied, waarin de zanger vertelt dat hij zijn geliefde altijd mist als zij niet met hem is. In hetzelfde jaar kwam Cho met Sarah-Jane met een vervolgversie getiteld Ik mis je 2.0. De single heeft in Nederland de platina status.

## Hitnoteringen
De eerste versie was een bescheiden hit, met een 33e plek in de Single Top 100. Het bereikte niet de Top 40, maar bleef steken in de Tipparade.